# Lista stadionów piłkarskich w Portugalii
Lista stadionów piłkarskich w Portugalii składa się z obiektów drużyn znajdujących się w Primeira Liga (I poziomie ligowym Portugalii) oraz Segunda Liga (II poziomie ligowym Portugalii). Na obu szczeblach występuje po 18 drużyn, których stadiony zostały przedstawione w poniższej tabeli według kryterium pojemności, od największej do najmniejszej. Tabela uwzględnia również miejsce położenia stadionu (miasto oraz region), klub do którego obiekt należy oraz rok jego otwarcia lub renowacji.
Na 10 stadionach z listy: Estádio Municipal w Bradze, Estádio D. Afonso Henriques w Guimarães, Estádio do Dragão i Estádio do Bessa Século XXI w Porto, Estádio Municipal w Aveiro, Estádio Cidade w Coimbrze, Estádio Dr. Magalhães Pessoa w Leirii, Estádio José Alvalade i Estádio da Luz w Lizbonie oraz Estádio Algarve położony pomiędzy dwoma portugalskimi miastami Faro i Loulé zostały rozegrane Mistrzostwa Europy w Piłce Nożnej 2004, które organizowała Portugalia. Na Estádio da Luz został rozegrany finał tych mistrzostw.
Legenda:

    – stadiony IV kategorii UEFA

    – stadiony w budowie lub przebudowie

    – stadiony zamknięte lub zburzone
| Lp | Nazwa stadionu                                        | Miejscowość            | Region                  | Drużyny                  | Otwarty / Renowacja | Pojemność | Zdjęcie |
| -- | ----------------------------------------------------- | ---------------------- | ----------------------- | ------------------------ | ------------------- | --------- | ------- |
| 1  | Estádio da Luz                                        | Lizbona                | Dystrykt Lizbona        | SL Benfica               | 2003                | 68 100    |         |
| 2  | Estádio José Alvalade                                 | Lizbona                | Dystrykt Lizbona        | Sporting CP              | 2003                | 50 095    |         |
| 3  | Estádio do Dragão                                     | Porto                  | Wielkie Porto           | FC Porto                 | 2003                | 50 033    |         |
| 4  | Estádio Nacional                                      | Lizbona                | Dystrykt Lizbona        | Reprezentacja Portugalii | 1944                | 37 593    |         |
| 5  | Estádio Municipal de Aveiro                           | Aveiro                 | Dystrykt Aveiro         | SC Beira-Mar             | 2003                | 32 830    |         |
| 6  | Estádio Algarve                                       | Faro                   | Dystrykt Faro           | Louletano DC, SC Farense | 2004                | 30 305    |         |
| 7  | Estádio Municipal de Braga                            | Braga                  | Dystrykt Braga          | SC Braga                 | 2003                | 30 286    |         |
| 8  | Estádio D. Afonso Henriques                           | Guimarães              | Dystrykt Braga          | Vitória SC               | 1965/ 2003          | 30 029    |         |
| 9  | Estádio Cidade de Coimbra                             | Coimbra                | Dystrykt Coimbra        | Académica Coimbra        | 2003                | 29 622    |         |
| 10 | Estádio do Bessa Século XXI                           | Porto                  | Wielkie Porto           | Boavista FC              | 1911/ 2003          | 28 263    |         |
| 11 | Estádio Primeiro de Maio                              | Braga                  | Dystrykt Braga          | SC Braga B               | 1950                | 28 000    |         |
| 12 | Estádio Dr. Magalhães Pessoa                          | Leiria                 | Dystrykt Leiria         | União Leiria             | 2003                | 23 888    |         |
| 13 | Estádio Alfredo da Silva                              | Barreiro               | Dystrykt Setúbal        | GD Fabril                | 1965                | 21 498    |         |
| 14 | Estádio do Restelo                                    | Lizbona                | Dystrykt Lizbona        | CF Os Belenenses         | 1956                | 19 856    |         |
| 15 | Estádio do Bonfim                                     | Setúbal                | Dystrykt Setúbal        | Vitória Setúbal          | 1964                | 15 497    |         |
| 16 | Estádio de São Miguel                                 | Ponta Delgada          | Azory                   | CD Santa Clara           | 1930                | 12 500    |         |
| 17 | Estádio Cidade de Barcelos                            | Barcelos               | Dystrykt Braga          | Gil Vicente FC           | 2004                | 12 046    |         |
| 18 | Estádio Prof. Dr. José Vieira de Carvalho             | Maia                   | Wielkie Porto           | FC Maia                  | 1930                | 12 000    |         |
| 19 | Estádio Manuel Moreira                                | Rebordosa              | Wielkie Porto           | Rebordosa AC             | 2001                | 12 000    |         |
| 20 | Estádio das Seixas                                    | Malveira               | Dystrykt Lizbona        | AC Malveira              | 1940                | 12 000    |         |
| 21 | Estádio Municipal Doutor Alves Vieira                 | Torres Novas           | Dystrykt Santarém       | CD Torres Novas          | 1969                | 11 500    |         |
| 22 | Estádio dos Barreiros                                 | Funchal                | Madera                  | CS Marítimo              | 1925                | 10 600    |         |
| 23 | Estádio Municipal de Águeda                           | Águeda                 | Dystrykt Aveiro         | RD Águeda                | 1974                | 10 000    |         |
| 24 | Estádio Abel Alves de Figueiredo                      | Santo Tirso            | Wielkie Porto           | FC Tirsense              | 1958                | 10 000    |         |
| 25 | Estádio do Mar                                        | Matosinhos             | Wielkie Porto           | Leixões SC               | 1963                | 9 821     |         |
| 26 | Estádio José Gomes                                    | Amadora                | Dystrykt Lizbona        | Estrela Amadora          | 1957                | 9 288     |         |
| 27 | Estádio da Mata Real                                  | Paços de Ferreira      | Wielkie Porto           | FC Paços de Ferreira     | 1973                | 9 076     |         |
| 28 | Estádio Municipal José Bento Pessoa                   | Figueira da Foz        | Dystrykt Coimbra        | Naval 1º Maio            | 1953                | 9 000     |         |
| 29 | Estádio Comendador Henrique Amorim                    | Santa Maria de Lamas   | Dystrykt Aveiro         | CF União de Lamas        | 1932                | 9 000     |         |
| 30 | Estádio Municipal Dr. Jorge Sampaio                   | Vila Nova de Gaia      | Wielkie Porto           | GD Juventus de Pedroso   | 2003                | 8 500     |         |
| 31 | Estádio Conde Dias Garcia                             | São João da Madeira    | Dystrykt Aveiro         | AD Sanjoanense           | 1935                | 8 500     |         |
| 32 | Estádio Municipal de Chaves                           | Chaves                 | Dystrykt Vila Real      | GD Chaves                | 1930                | 8 400     |         |
| 33 | Estádio António Coimbra da Mota                       | Estoril                | Dystrykt Lizbona        | GD Estoril-Praia         | 1938/ 2010          | 8 000     |         |
| 34 | Estádio Dr. Machado de Matos                          | Felgueiras             | Wielkie Porto           | FC Felgueiras            | 1930                | 7 540     |         |
| 35 | Estádio do Varzim Sport Club                          | Póvoa de Varzim        | Wielkie Porto           | Varzim SC                | 1929                | 7 280     |         |
| 36 | Estádio de São Luís                                   | Faro                   | Dystrykt Faro           | SC Farense               | 1910                | 7 000     |         |
| 37 | Estádio Municipal de Rio Maior                        | Rio Maior              | Dystrykt Santarém       | UD Rio Maior             | 2003                | 7 000     |         |
| 38 | Estádio do Canelas                                    | Canelas                | Wielkie Porto           | CF Canelas 2010          | 1966                | 7 000     |         |
| 39 | Estádio do Fontelo                                    | Viseu                  | Dystrykt Viseu          | Académico de Viseu FC    | 1928                | 6 912     |         |
| 40 | Estádio Avelino Ferreira Torres                       | Marco de Canaveses     | Wielkie Porto           | FC Marco                 | 1988                | 6 530     |         |
| 41 | Estádio do CD das Aves                                | Vila das Aves          | Wielkie Porto           | CD Aves                  | 1981/ 2000          | 6 230     |         |
| 42 | Parque de Jogos Comendador Joaquim de Almeida Freitas | Guimarães              | Dystrykt Braga          | Moreirense FC            | 2002                | 6 150     |         |
| 43 | Estádio do Futebol Clube de Vizela                    | Vizela                 | Dystrykt Braga          | FC Vizela                | 1989                | 6 000     |         |
| 44 | Estádio Patalino                                      | Elvas                  | Dystrykt Portalegre     | O Elvas CAD              | 1930/ 2025          | 6 000     |         |
| 45 | Estádio do Bolhão                                     | Fiães                  | Dystrykt Aveiro         | Fiães SC                 | 1973                | 5 700     |         |
| 46 | Estádio José Arcanjo                                  | Olhão                  | Dystrykt Faro           | SC Olhanense             | 1984                | 5 661     |         |
| 47 | Estádio Municipal de Arouca                           | Arouca                 | Dystrykt Aveiro         | FC Arouca                | 2006                | 5 600     |         |
| 48 | Estádio Marcolino de Castro                           | Santa Maria da Feira   | Dystrykt Aveiro         | CD Feirense              | 1962                | 5 401     |         |
| 49 | Estádio dos Arcos                                     | Vila do Conde          | Wielkie Porto           | Rio Ave FC               | 1984                | 5 300     |         |
| 50 | Estádio Municipal 25 de Abril                         | Penafiel               | Wielkie Porto           | FC Penafiel              | 1930/ 2000          | 5 230     |         |
| 51 | Estádio da Madeira                                    | Funchal                | Madera                  | CD Nacional              | 1998/ 2007          | 5 200     |         |
| 52 | Estádio Municipal 22 de Junho                         | Vila Nova de Famalicão | Dystrykt Braga          | FC Famalicão             | 1952                | 5 186     |         |
| 53 | Estádio do Clube Desportivo Trofense                  | Trofa                  | Wielkie Porto           | CD Trofense              | 1950/ 2008          | 5 017     |         |
| 54 | Estádio João Cardoso                                  | Tondela                | Dystrykt Viseu          | CD Tondela               | 2008                | 5 000     |         |
| 55 | Estádio Municipal de Amarante                         | Amarante               | Wielkie Porto           | Amarante FC              | 1978                | 5 000     |         |
| 56 | Estádio do Portimonense                               | Portimão               | Dystrykt Faro           | Portimonense SC          | 1970                | 4 961     |         |
| 57 | Estádio do Lusitânia de Lourosa FC                    | Lourosa                | Dystrykt Aveiro         | Lusitânia de Lourosa     | -                   | 4 900     |         |
| 58 | Estádio Da Tapadinha                                  | Lizbona                | Dystrykt Lizbona        | Atlético CP              | 1926                | 4 000     |         |
| 59 | Parque Municipal dos Desportos de Fafe                | Fafe                   | Dystrykt Braga          | AD Fafe                  | 1968                | 4 000     |         |
| 60 | Complexo Desportivo da Covilhã                        | Covilhã                | Dystrykt Castelo Branco | SC Covilhã               | 2003                | 3 500     |         |
| 61 | Estádio Marques da Silva                              | Ovar                   | Dystrykt Aveiro         | AD Ovarense              | 1954                | 3 200     |         |
| 62 | Estádio Alfredo Marques Augusto                       | Lizbona                | Dystrykt Lizbona        | CD Olivais e Moscavide   | 1954                | 2 730     |         |
| 63 | Estádio Manuel Marques                                | Torres Vedras          | Dystrykt Lizbona        | SCU Torreense            | 1925                | 2 431     |         |
| 64 | Estádio Carlos Osório                                 | Oliveira de Azeméis    | Dystrykt Aveiro         | UD Oliveirense           | 1932/ 2010          | 1 750     |         |
| -  | Estádio da Luz (1954–2003)                            | Lizbona                | Dystrykt Lizbona        | SL Benfica               | 1954                | 120 000   |         |
| -  | Estádio José Alvalade (1956–2003)                     | Lizbona                | Dystrykt Lizbona        | Sporting CP              | 1956                | 75 200    |         |
| -  | Estádio das Antas (1952–2004)                         | Porto                  | Wielkie Porto           | FC Porto                 | 1952                | 75 000    |         |